# Peter Sellers
Richard Henry Sellers CBE (Southsea, Hampshire, 8 de setembro de 1925 — Londres, 24 de julho de 1980), mais conhecido como Peter Sellers, foi um ator, comediante e cantor britânico. Ele é mais conhecido pelo público mundial através de suas caracterizações em muitos filmes, entre eles, o Inspetor-Chefe Clouseau da série de filmes A Pantera Cor de Rosa.

## Biografia
Sellers nasceu em 8 de setembro de 1925, em Southsea, um subúrbio de Portsmouth. Seus pais eram William "Bill" Sellers (1900-1962) e Agnes Doreen "Peg", nascidos em Yorkshire (Inglaterra) (nascido Marks, 1892-1967). Sua família tem ascendência portuguesa.
Peter Sellers tornou-se famoso em seu país com a série de rádio da BBC The Goon Show, antes de se lançar em uma carreira cinematográfica de sucesso internacional. Sellers foi o mais famoso intérprete do inspetor Jacques Clouseau, da série A Pantera Cor-de-Rosa.
Além de Clouseau, Sellers criou personagens antológicos como o sinistro Dr. Strangelove (Doutor Fantástico) e o jardineiro Chance do filme Being There ("Muito Além do Jardim"). Na vida real, tinha uma relação estranha com a mãe dominadora e submeteu suas mulheres e filhos a torturas psicológicas. Em uma entrevista ele disse: "odeio tudo o que eu faço, não sei como vocês gostam".
Além dos filmes da série de A Pantera Cor-de-Rosa, também foram importantes em sua carreira: The ladykillers (O Quinteto da Morte); Carlton Browne; The Mouse That Roared (O rato que ruge); I'm alright, Jack (Papai é Nudista); The millionairess (Com milhões e sem carinho); Lolita; Dr. Strangelove or: How I Learned to Stop Worrying and Love the Bomb (Dr. Fantástico); Cassino Royale; The Party (Um Convidado bem Trapalhão) e Being There (Muito Além do Jardim).
Em 1964, aos 38 anos, quando filmava a comédia de Billy Wilder Kiss Me, Stupid, Sellers sofreu uma série de ataques cardíacos (13 em alguns dias), que permanentemente danificaram o seu coração. A condição de Sellers deteriorou-se quando ele adiou tratamento médico adequado e optou por "curandeiros psíquicos". Ele também teve um marcapasso implantado no final de 1970, o que lhe trouxe mais problemas consideráveis.
Um jantar-reunião foi agendado em Londres, com os seus parceiros do The Goon Show, Spike Milligan e Harry Secombe, para finais de julho de 1980. Mas, em 22 de julho, Sellers entrou em colapso a partir de um ataque cardíaco em seu quarto de hotel Dorchester e entrou em coma. Ele morreu em um hospital de Londres, pouco depois da meia-noite de 24 de julho de 1980, aos 54 anos. Foi socorrido por sua quarta esposa, Lynne Frederick, e três filhos: Michael, Sarah e Vitória. No momento da sua morte, havia-lhe sido programada naquele mês uma cirurgia cardíaca em Los Angeles.
Embora Sellers tenha entrado com um processo de exclusão de Lynne Frederick de seu testamento, uma semana antes de morrer de um ataque cardíaco em 1980, ela herdou quase todas as suas propriedades, num valor estimado em £ 4,5 milhões (de libras esterlinas), enquanto seus filhos, receberam £ 800 (libras esterlinas) cada. Quando Frederick morreu de alcoolismo, em 1994, aos 39 anos de idade, sua mãe Iris havia herdado tudo, inclusive todos os rendimentos e royalties de trabalho dos vendedores. Quando Iris Frederick morre, a fazenda inteira vai para Cassie, a filha que Lynne teve com seu terceiro marido, Barry Unger. O filho de Sellers, Michael, morreu de um ataque cardíaco aos 52 anos, durante cirurgia, em 24 de julho de 2006 (exatamente 26 anos após a morte de seu pai). Michael tinha sobrevivido por sua segunda esposa, Alison, com quem se casou em 1986, e seus dois filhos.
Em seu testamento, Sellers solicitou que a canção de Glenn Miller "In the Mood" fosse tocada em seu funeral. O pedido é considerado o seu último toque de humor, já que ele odiava a peça. Seu corpo foi cremado, e ele foi enterrado no Golders Green Crematorium, em Londres. Em 1994, as cinzas de sua viúva, Lynne, morta naquele mesmo ano, foram co-enterradas em sua tumba.
O filme de 2004, baseado no livro com o mesmo nome, The Life and Death of Peter Sellers, fala de sua vida. Geoffrey Rush, que interpreta Peter Sellers, ganhou um BAFTA por esta atuação.

## Filmografia
Em alguns dos filmes citados, Sellers atua somente com a sua voz.
- The Black Rose (1950)
- London Entertains (1951)
- Let's Go Crazy (1951)
- Burlesque of Carme (1951)
- Penny Points to Paradise (1951)
- Down Among the Z Men (1952)
- The Super Secret Service (1953)
- Our Girl Friday também conhecido como The Adventures of Sadie (1954)
- Malaga (voz de 14 personagens) (1954)
- Orders are Orders (1954)
- John and Julie (1955)
- The Ladykillers (1955)
- The Man Who Never Was (1956) (voz de Winston Churchill, sem créditos)
- The Case of the Mukkineese Battlehorn (1956)
- The Smallest Show on Earth (1957)
- Cold Comfort (1957)
- Insomnia Is Good For You (1957)
- Dearth of a Salesman (1957)
- The Naked Truth, também conhecido como Your Past Is Showing (1957)
- Tom Thumb (1958)
- Up the Creek (1958)
- Carlton-Browne of the F.O. também conhecido como Man in a Cocked Hat (1959)
- The Mouse That Roared (1959)
- I'm All Right Jack (1959) - primeira nomeação ao BAFTA de Melhor Ator Britânico, pela qual venceu
- The Running Jumping & Standing Still Film (1960)
- The Battle of the Sexes (1960)
- Two-Way Stretch (1960)
- Never Let Go (1960)
- The Millionairess (1960)
- Climb Up the Wall (1960)
- Mr. Topaze também conhecido como I Like Money (1961)
- Only Two Can Play (1962) - segunda nomeação ao BAFTA de Melhor Ator Britânico
- The Road to Hong Kong (1962)
- Waltz of the Toreadors (1962)
- Lolita (1962)
- Trial and Error também conhecido como The Dock Brief (1962)
- The Wrong Arm of the Law (1963)
- Heavens Above! (1963)
- Light of Day (1963)
- The Pink Panther (1963) - primeira nomeação ao Globo de Ouro de Melhor Ator Cômico, terceira ao BAFTA
- Dr. Strangelove or: How I Learned to Stop Worrying and Love the Bomb (1964) - primeira nomeação para o Óscar de Melhor Ator, quarta ao BAFTA
- The World of Henry Orient (1964)
- A Shot in the Dark (1964, sequência de The Pink Panther)
- Carol for Another Christmas (1964)
- Birds, Bees and Storks (1964)
- What's New, Pussycat? (1965)
- The Wrong Box (1965)
- After the Fox (1966)
- Casino Royale (1967)
- The Bobo (1967)
- Woman Times Seven (1967)
- The Party também conhecido como Hollywood Party (1968)
- I Love You, Alice B. Toklas (1968)
- The Magic Christian (1970)
- Hoffman (1970)
- A Day at the Beach (1970)
- Simon, Simon (1970)
- There's a Girl in My Soup (1971)
- Where Does It Hurt? (1972)
- Alice's Adventures in Wonderland (1972)
- The Blockhouse (1973)
- Soft Beds, Hard Battles aka Undercovers Heroes (1973)
- The Optimists of Nine Elms (1974)
- Ghost In The Noonday Sun (1974)
- The Great McGonagall (1975), onde ele representa a Rainha Victoria
- The Return of the Pink Panther (1975) - segunda nomeação ao Globo de Ouro
- Murder by Death (1976)
- The Pink Panther Strikes Again (1976) - terceira nomeação ao Globo de Ouro
- The Revenge of the Pink Panther (1978)
- The Prisoner of Zenda (1979)
- Being There (1979), segunda nomeação para o Óscar de Melhor Ator, primeira ao BAFTA de Melhor Ator, quarta ao Globo de Ouro, pela qual venceu
- The Fiendish Plot of Dr. Fu Manchu (1980)
- Trail of the Pink Panther — póstumo (1982)